# (9215) Taiyonoto
(9215) Taiyonoto est un astéroïde de la ceinture principale.

## Description
(9215) Taiyonoto est un astéroïde de la ceinture principale. Il fut découvert le 28 octobre 1995 à Kitami par Kin Endate et Kazuro Watanabe. Il présente une orbite caractérisée par un demi-grand axe de 2,23 UA, une excentricité de 0,15 et une inclinaison de 2,9° par rapport à l'écliptique.

## Compléments